# آنا كلوديا سيلفا
آنا كلوديا سيلفا (بالبرتغالية: Ana Cláudia Silva‏) هي لاعبة جمباز فني برازيلية، ولدت في 28 أبريل 1992 في ناتال في البرازيل.

## روابط خارجية
- آنا كلوديا سيلفا على موقع اللجنة الأولمبية الدولية (الإنجليزية)
- آنا كلوديا سيلفا على موقع أوليمبيديا (الإنجليزية)